# Morgan Norman
Morgan Norman (Sundsvall, 1955. április 22. –) svéd nemzetközi labdarúgó-játékvezető.

## Pályafutása

### Nemzeti játékvezetés
Ellenőreinek, sportvezetőinek javaslatára lett az I. Liga játékvezetője. Az aktív nemzeti játékvezetéstől 2000-ben vonult vissza.

### Nemzetközi játékvezetés
A Svéd labdarúgó-szövetség Játékvezető Bizottsága (JB) terjesztette fel nemzetközi játékvezetőnek, a Nemzetközi Labdarúgó-szövetség (FIFA) 1996-tól tartotta nyilván bírói keretében. Több nemzetek közötti válogatott és klubmérkőzést vezetett. A svéd nemzetközi játékvezetők rangsorában, a világbajnokság-Európa-bajnokság sorrendjében többedmagával a 17. helyet foglalja el 3 találkozó szolgálatával. Az aktív nemzetközi játékvezetéstől 2000-ben a FIFA 45 éves korhatárát elérve búcsúzott. Válogatott mérkőzéseinek száma: 6.

#### Világbajnokság
A világbajnoki döntőhöz vezető úton Dél-Koreába és Japánba a XVII., a 2002-es labdarúgó-világbajnokságra a FIFA JB bíróként alkalmazta.
| Időpont             | Helyszín                 | Mérkőzés típusa           | Mérkőzés         | Eredmény | Nézők száma |
| ------------------- | ------------------------ | ------------------------- | ---------------- | -------- | ----------- |
| 2000. szeptember 3. | Steaua Stadion, Bukarest | előselejtező (7. csoport) | Románia–Litvánia | 1 : 0    | 4 000       |

#### Európa-bajnokság
Az európai-labdarúgó torna döntőjéhez vezető úton Belgiumba és Hollandiába a XI., a 2000-es labdarúgó-Európa-bajnokságra az UEFA JB játékvezetőként foglalkoztatta.
| Időpont           | Helyszín                   | Mérkőzés típusa           | Mérkőzés            | Eredmény | Nézők száma |
| ----------------- | -------------------------- | ------------------------- | ------------------- | -------- | ----------- |
| 1998. október 10. | Razdan Stadion, Jereván    | előselejtező (4. csoport) | Örményország–Izland | 0 : 0    | 2 000       |
| 1999. június 8.   | PAOK Stadion, Thessaloniki | előselejtező (8. csoport) | Málta–Jugoszlávia   | 1 : 4    | 3 000       |